# Orthemis
Orthetrum – rodzaj ważek z rodziny ważkowatych (Libellulidae).

## Podział systematyczny
Do rodzaju należą następujące gatunki:
- Orthemis aciculata
- Orthemis aequilibris
- Orthemis ambinigra
- Orthemis ambirufa
- Orthemis anthracina
- Orthemis attenuata
- Orthemis biolleyi
- Orthemis celata
- Orthemis cinnamomea
- Orthemis concolor
- Orthemis coracina
- Orthemis cultriformis
- Orthemis discolor
- Orthemis faaseni
- Orthemis ferruginea
- Orthemis flavopicta
- Orthemis garrisoni
- Orthemis harpago
- Orthemis levis
- Orthemis macrostigma
- Orthemis nodiplaga
- Orthemis paulsoni
- Orthemis philipi
- Orthemis regalis
- Orthemis schmidti
- Orthemis sulphurata
- Orthemis tambopatae
- Orthemis teres